# 1966年11月布隆迪政變
1966年11月布隆迪政變是1966年11月28日發生在布隆迪王國首都布瓊布拉的政變。通过此次政變，26歲、时任布隆迪總理的米歇爾·米孔貝羅推翻了19歲的布隆迪國王恩塔爾五世。當時恩塔爾不在國內，所以政變領導人很快就成功控制了局勢。政變成功後，米孔貝羅宣布結束君主制，布隆迪王國成為布隆迪共和國，而米孔貝羅則擔任布隆迪共和國第一任總統。

## 背景
布隆迪獨立之後，短暫地維持了幾年穩定的政局。但好景不長，1965年1月15日布隆迪總理皮埃爾·恩根丹杜姆韋遇刺身亡，同年5月該國舉行第一次議會選舉，這兩次政治事件造成布隆迪國內政局不穩，進而導致1965年和1966年短短兩年間連續發生了三場政變。其中前兩場分別發生於1965年10月和1966年7月，1966年11月的政變是這三場中的最後一場。這兩年間的布隆迪充斥著暗殺、政變、未遂政變、有爭議的選舉和種族清洗運動，全國上下深陷動盪之中。
1966年7月8日，王儲夏爾·恩迪澤耶宣布就任布隆迪國家元首，並暫停憲法，廢黜時任總理利奧波德·比哈，轉而委任米歇爾·米孔貝羅上尉組建新政府。7月12日，新政府成立，米孔貝羅本人出任政府總理。同年9月1日，恩迪澤耶加冕為姆瓦米恩塔爾五世。但新國王和新總理之間很快出現分歧：恩塔爾希望親政，而米孔貝羅政府則傾向於改革政治體制，減少國王的政治參與，因而兩者之間關係日趨緊張。同月，恩塔爾下令罷免外交部長，但米孔貝羅撤銷了這項命令，並將外交部長重新分配到其他部門。恩塔爾還任命了國防部長、憲兵部長和司法部長，但米孔貝羅旋即將這些人逮捕，並清除了軍隊中的保王派。

## 經過

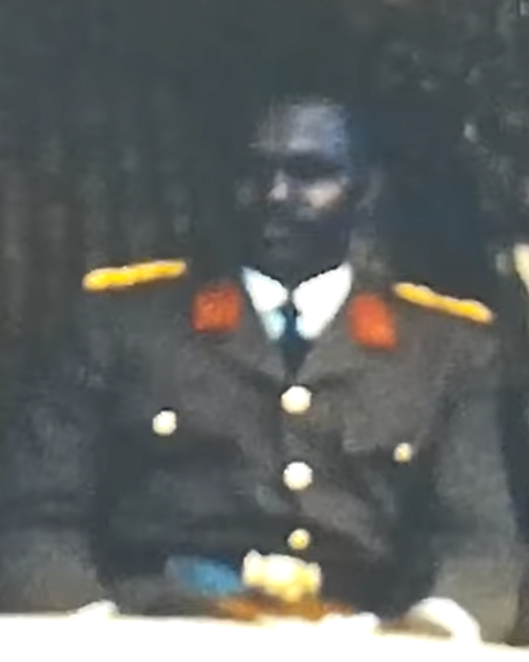
發動此次政變的米歇爾·米孔貝羅，攝於政變發生兩個月前的恩塔爾五世加冕典禮上

米孔貝羅的第一步行動是解散王國政府，並宣布由他行使國家元首的特權。 隨後，他任命時任司法部長阿特蒙·辛巴納尼耶出任共和國總檢察長，並將各省省長撤換為軍官。在新政府組成之前，米孔貝羅臨時成立了僅由軍官組成的全國革命委員會，他本人親自擔任主席。
1966年11月28日，米孔貝羅在國家廣播電台宣布罷免國王，將王國改制為共和國。他在電台發言中表示：
我要求友好國家不要干涉我們的內政……我想明確表示，我們會尊重我們的國際義務。我們的外交政策沒有改變。我們與友好國家的友誼依然完好。我們與周邊的剛果（金）、坦尚尼亞、盧安達等兄弟共和國的關係將會得到改善。我們會保障宗教自由⋯⋯我保證所有布隆迪公民和所有外國人的安全。

## 餘波
布隆迪民眾對米孔貝羅的政變幾乎沒有任何公開反應。政府官員表示，農村被新政權接管後，居民處於近似「昏迷」的狀態。新政權要求地方官員報告民眾如何看待此次政變。一些農民擔心發生內戰，因此拒絕打理自己的土地。布西加公社的公民認為，政變意味著親國王的爭取民族統一進步黨會被人民黨奪權，進而被解散。
時任盧安達總統格雷戈瓦·卡伊班達立即承認布隆迪新政府。布隆迪與盧安達關係隨後改善，兩國復交。

## 引用
1. ↑  . The New York Times. 1966-11-29  [2021-01-18]. （原始内容存档于2021-12-20）.
2. ↑  . The New York Times. 1983-07-18  [2020-04-24]. （原始内容存档于2021-01-27）.
3. ↑  Tshimba, David-Ngendo. . Thinking Africa. 2016-01-21  [2016-10-18]. （原始内容存档于2020-08-23）.
4. ↑  Lemarchand 1970，第428頁.
5. ↑  Lemarchand 1970，第429頁.
6. ↑  Weinstein 1976，第16–17頁.
7. ↑  Kadende, Rose Marie. . Indiana University. 1998 （英语）.
8. 1 2  （法語） Le Monde (30 novembre 1966): "Le roi Ntare V est déposé par le capitaine Micombero qui devient président de la République （页面存档备份，存于）".
9. ↑  Russell 2019，第158–159頁.
10. ↑  Russell 2019，第183頁.
11. ↑  Louchheim, Donald. . The Los Angeles Times. 1966-12-05: 16C.
12. ↑  Quarterly Economic Review: Congo, Rwanda, Burundi, Issues 1-1971. Economist Intelligence Unit, (1966), p. 10.